# Bertoldo di Hannover
Bertoldo di Hannover o Bertoldo di Livonia (XII secolo – Riga, 24 luglio 1198) è stato un abate e vescovo cattolico tedesco dell'ordine cistercense, già vescovo di Livonia. Morì durante la crociata contro i pagani livoniani.

## Biografia

### Il contesto storico
Fu abate cistercense del monastero di Loccum presso Hannover. Alla morte di Meinardo di Riga, primo vescovo di Livonia (1196 circa), Hartwig II, arcivescovo di Brema, alla cui diocesi appartenevano i nuovi territori convertiti presso le coste orientali del mar Baltico, nominò l’abate Bertoldo suo successore. Damberger sostiene che Meinardo arrivò a Brema nel 1186 per ricevere assistenza religiosa in Livonia. Bertoldo si unì alla schiera di missionari che era lì diretta.
I livoniani pagani si dimostrarono particolarmente refrattari a convertirsi al cristianesimo. Il predecessore di Bertoldo, assistito dai mercanti di Brema e Lubecca oltre ad alcuni neo-battezzati, aveva già costruito alcune fortificazioni difensive presso il fiume Düna, dove i cristiani potevano esercitare la propria opera di conversione e preghiera senza il timore di subire assalti. Seguendo questo esempio, Bertoldo tentò di usare le buone e di dimostrarsi pacifico agli occhi delle popolazioni locali. Inizialmente tale tattica funzionò: le ostilità si calmarono per qualche tempo, ma ripresero subito dopo. Quando Bertoldo tentò di benedire il cimitero cristiano di Holm, le popolazioni decisero di bruciare vivo il vescovo assieme alla chiesa di Holm o di annegarlo nelle acque del Düna. I cristiani si diressero verso le proprie roccaforti site a Üxküll e Holm mentre il vescovo tentò di fuggire in barca verso Lubecca.

### La crociata livoniana
Papa Celestino III, poco prima della sua morte, autorizzò l’allestimento di una flotta crociata per proteggere le terre già cristianizzate in Prussia e nelle province baltiche. Si suole ricondurre tale evento all’inizio della Crociata livoniana. Il suo successore, papa Innocenzo III, portò avanti le operazioni. Bertoldo ottenne finanziamenti economici dall’arcivescovo Hartwig II e da svariati mercanti di Brema e Lubecca. In breve tempo fu arruolato un gran numero di combattenti tra crociati e contadini tedeschi, equipaggiati e pronti per stabilirsi durevolmente in Livonia. La flotta partì da Lubecca e attraversò le acque del Baltico alla volta di un’area identificabile come il golfo di Riga. I contadini tedeschi attraccarono alla foce del Düna, pensando di costruire lì un punto d’appoggio e delle abitazioni: fu questo piccolo insediamento, che poi si espanse nel corso dei secoli, a gettare le basi per la costruzione di Riga. Bertoldo, accompagnato dai crociati, proseguì la navigazione fino all’altezza di Holm, dove nel frattempo i livoniani (o livi) si erano accampati con l’intento di cogliere di sorpresa le imbarcazioni.
Avendo fallito nel tentativo di stabilire relazioni pacifiche, Bertoldo e i suoi alleati si allontanarono dal fiume, inseguiti dalle popolazioni locali, i quali attendevano il momento propizio per colpirli. I pagani però cambiarono idea e decisero di accordarsi però per una tregua, al fine di guadagnare tempo. I crociati che si avventuravano però al di fuori delle fortificazioni, furono uccisi e ciò comportò la ripresa delle ostilità. I cristiani risultarono vittoriosi, ma nel corso di un attacco, il cavallo di Bertoldo si imbizzarrì e scappò, facendo cadere il vescovo e allontanandosi così come stavano facendo i livoniani. Un pagano di nome Ymaut (talvolta erroneamente riportato dalle fonti con nome Ymant) conficcò la sua lancia nella schiena di Bertoldo, inferendogli una ferita che causò una morte veloce.
Il corpo del vescovo fu seppellito dai crociati a Üxküll e più tardi trasferito a Riga da Alberto di Riga, nominato dall’arcivescovo Hartwig II di Brema come successore di Bertoldo. Dopo la morte di Bertoldo, alcuni dei pagani assoggettati chiesero di essere battezzati. La conversione definitiva della Livonia avvenne ad opera del vescovo Alberto, il quale fu assistito nella sua operazione nel da lui creato Ordine dei Cavalieri portaspada, i quali nel 1237 divennero Ordine livoniano e ramo dell’Ordine teutonico.